# Myrmecina sulcata
Myrmecina sulcata är en myrart som beskrevs av Carlo Emery 1887. Myrmecina sulcata ingår i släktet Myrmecina och familjen myror. Inga underarter finns listade i Catalogue of Life.